# Friedrich Widmer
Friedrich «Fritz» Widmer (* 19. September 1870 in Aarau; † 14. Mai 1943 in Bern) war ein Schweizer Architekt.

## Ausbildung und Beruf
Fritz Widmer wurde in Aarau als Sohn des Musikers Franz Josef Widmer (1827–1906) geboren, der mehrere Instrumente gespielt und daneben ein Musikaliengeschäft geführt hatte. Nach der Kantonsschule Aarau begann er 1888 das Architekturstudium an der Bauschule des Polytechnikums in Zürich (bis 1892), anschliessend war er bis 1894 Assistent von Professor Alfred F. Bluntschli, gefolgt von einer gut einjährigen Beschäftigung als Architekt in Budapest bei Rudolf Ray. Es folgte 1895 ein Jahr als Adjunkt im Stadtbauamt Solothurn.
1896 assoziierte er sich mit Wilhelm Bracher zu Bracher & Widmer, ab 1905 war Marcel Daxelhofer Mitglied des Architekturbüros Bracher, Widmer & Daxelhofer. 1923 übernahm Wilhelm Bracher das nun von der Firma abgetrennte Baugeschäft und trat aus der Firma aus, die bis 1927 als Widmer & Daxelhofer weiterbestand. Nach dem Tod Marcel Daxelhofers 1927 führte Friedrich Widmer das Bureau alleine weiter.
Nach mehreren Reihenhäusern in historistischem Stil und Heimatstil folgten Bauten mit Jugendstileinfluss (z. B. Jungfraustrasse 18, Rainegg) sowie repräsentative Bauten in Neubarock- und Neurokokostil, wie das Obergerichtsgebäude Bern und die Universitätsbibliothek Fribourg sowie die Bank von Langnau. Spätere Bauten wurden in neuklassizistischem Stil entwickelt, wie das Gymnasium Kirchenfeld in Bern und das Postgebäude in Aarau. Die von Widmer gebauten Villen und Privathäuser befinden sich zur Hauptsache im Kirchenfeldquartier.
In seinen Lebenserinnerungen bezeichnet Widmer folgende Projekte als wichtigste Beiträge des Bureaus:
1. einheitliche Gestaltung der Häuserflucht an der Ostseite des Bahnhofplatzes (mit Hotel Schweizerhof), wobei vorher nicht vorhandene durchgehende Lauben realisiert wurden, sodass der Bahnreisende, der das Bahnhofgebäude verliess, auf das spezifische Flair von Bern als Stadt der Lauben eingestimmt wurde.
2. Erstellung von Lauben beim Zeitglockendurchgang, Zeitglockenlaube, in Zusammenarbeit mit Architekt Albert Gerster; Widmers Büro für den Zeitglockenhof (Eckhaus zum Kornhausplatz) und Gerster (Eckhaus zum Zwiebelngässchen, Apotheke Volz), um die Verkehrsführung zu erleichtern.[2]

Zahlreiche Erfolge erreichte ihr Bureau bei Wettbewerben, u. a. 1. Preise für Obergerichtsgebäude Bern, Kantonsbibliothek Freiburg, Zelgli-Schulhaus Aarau, Schweizerische Volksbank Bern etc.; den 2. Preis 1907 beim Wettbewerb für die Schweizerische Nationalbank und 1908 ebenfalls den 2. Preis beim Wettbewerb der Universität Zürich.

## Werke (Auswahl)
- Reihenmiethäuser 1897, 1898, 1899

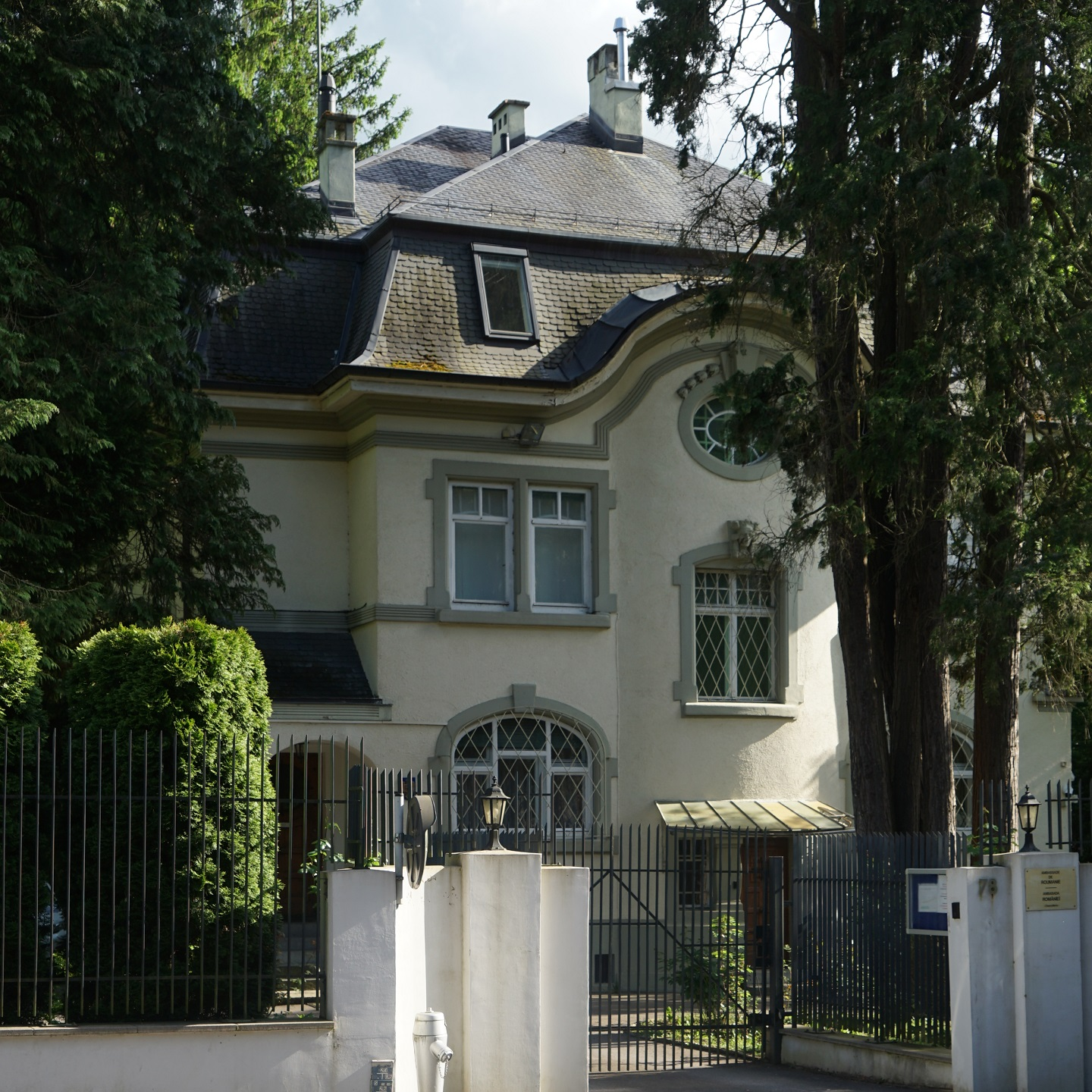
Kirchenfeldstrasse 78, 2025

- Reihenhäuser Kirchenfeldstrasse 50–52, 1901; Bürkiweg 19–21, 1901–1902
- Villen Ägertenstrasse 22, 1899; Bernastrasse 16, 1903; Kirchenfeldstrasse 78, 1904; Elfenstrasse 10, 1905
- Obergerichtsgebäude 1906
- Fribourg, Universitätsbibliothek 1908
- Gebäude der ehemaligen Volksbank, Ecke Christoffelgasse/Bundesgasse 1909
- Kreditanstalt Bundesplatz 2 1909
- Bank in Langnau 1908
- Bahnhofplatz 1–11, Schweizerhof 1909
- Zelglischulhaus Aarau 1911
- Post- und Telegraphengebäude Aarau 1914
- Gymnasium Kirchenfeld Bern 1927
- Schulhäuser in Wabern, Spiez, Adelboden, Brienz, Lotzwil (1905), Aarburg, Wimmis